# Pìcula 'd cavall
La pìcula 'd cavall è un piatto a base di carne di cavallo della cucina piacentina. È nota anche come cavallina nel Basso Lodigiano ed è forse uno dei piatti più noti, anche fuori dal territorio della provincia di Piacenza, della tradizione gastronomica locale.
Viene solitamente servito insieme alla polenta e abbinato ad un vino rosso corposo come un Gutturnio Doc dei Colli piacentini.
È opinione comune, seppur non confermata, che il piatto affondi le sue radici nella tradizione militare di Piacenza, città nella quale era quindi facilmente reperibile la carne equina dei numerosi cavalli a fine carriera.

## Preparazione[4]
Per la preparazione si utilizza la polpa del cavallo, che viene tritata finemente. Al macinato viene accompagnato un po' di lardo pestato, prezzemolo, uno spicchio d'aglio, che successivamente vengono versati in un tegame nel quale si aggiungeranno un po' di pomodoro, salvia, rosmarino e vino rosso, oppure brodo. Un'altra versione prevede l'aggiunta di peperone e in questo caso il piatto è detto pìcula ad cavall in rustisana, rustisana ad cavall, o cavallo in peperonata. 

## Riconoscimenti
Essendo fortemente radicata nella tradizione popolare, la pìcula d' cavall su proposta della Regione Emilia-Romagna è stata inserita dal Ministero delle Politiche Agricole, Alimentari e Forestali come uno dei prodotti agroalimentari tradizionali italiani tipico della provincia di Piacenza.

## Significato del nome
Il nome pìcula d' cavall viene spesso impropriamente italianizzato in "piccola di cavallo". In realtà in dialetto piacentino l'aggettivo pìcul copre il significato italiano di "ridotto" più che di "piccolo" (reso invece con picin), mentre il sostantivo pìcula significa "razione". Il nome del piatto indica quindi una razione, una porzione, ridotta di cavallo con particolare riferimento a quella consumata come seconda colazione mattutina dai carrettieri e dai facchini piacentini nel XIX e XX secolo.